# John-Christer Åhlander
John-Christer Åhlander, född 24 mars 1944 i Mora församling, Kopparbergs län, är en svensk tidigare diplomat. 

## Biografi
Under sina sju första levnadsår bodde Åhlander i Malung, men flyttade sedan med familjen till Stockholm 1951, men återkom för att bo ytterligare ett par år i Malung i mitten av 1950-talet. Efter dessa år blev det Karlstad och sedermera studier på Uppsala universitet.
Åhlander började på utrikesdepartementet 1971. Han stationerades i början av 1970-talet som diplomat i Madrid, i Chile från 1975 och i Moskva mellan åren 1987 och 1992. Han har även haft utplaceringar i New York och Wien.
Han var Sveriges ambassadör i Slovenien 2000–2003 och i Ukraina 2004–2008.